# Francarville
Francarville (em occitano:  Francarvila) é uma comuna francesa na região administrativa da Occitânia, no departamento do Alto Garona. Estende-se por uma área de 7 km², com 175 habitantes, segundo o censo de 2018, com uma densidade de 25 hab/km².